# Kony 2012
Pour les articles homonymes, voir Kony.

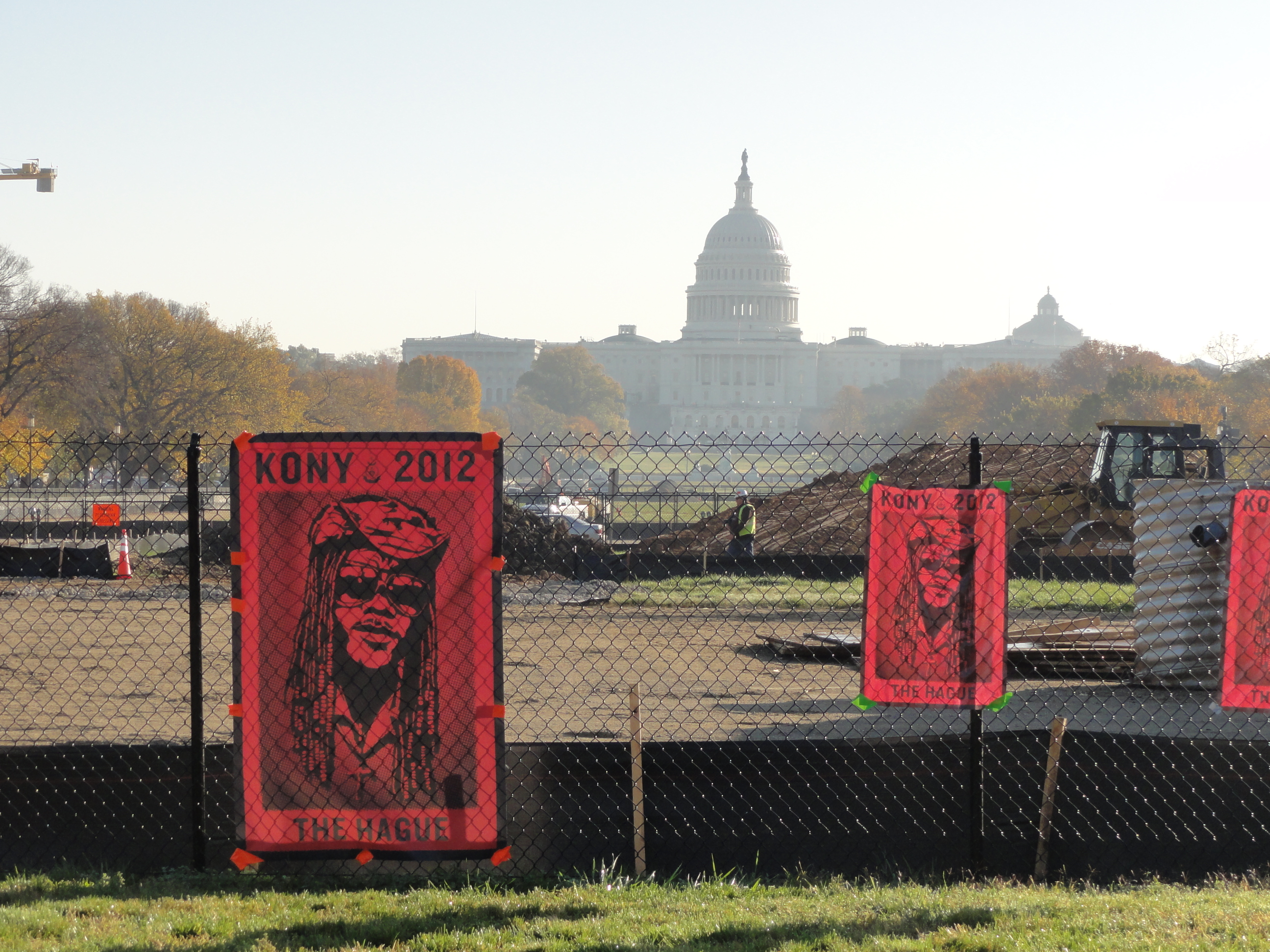
Sur une barrière à Washington, affiches de la campagne de presse Kony 2012.

Kony 2012 est une campagne de presse organisée par l'entreprise américaine Invisible Children en 2012. Le but déclaré est de mettre en lumière les crimes d'un chef de la rébellion en Ouganda, Joseph Kony, afin de provoquer son arrestation. Mais les intentions réelles sont discutables, sur fond de polémique sur l'accès aux ressources pétrolières ougandaises.

## Le film
Le 5 mars 2012, un film de 30 minutes réalisé par Jason Russell est publié sur Youtube et Vimeo. En quelques semaines, grâce à une campagne de marketing viral et au soutien de nombreuses célébrités, le film acquiert une audience considérable: plus de 100 millions de vues en 6 jours, des centaines de milliers de commentaires, et une couverture de presse digne d'un block-buster au point qu'un sondage montre qu'un Américain sur deux y a été exposé.

## Controverse
La campagne de presse est très critiquée pour sa simplification des événements de la région. L'Ouganda est dirigé d'une main de fer par le dictateur et multimillionnaire Yoweri Museveni, depuis un putsch de janvier 1986. La campagne occulte les exactions du gouvernement ougandais, commises par l'Armée populaire de libération du Soudan, et ignore le contexte ethnique et religieux très complexe de la région. La rébellion de l'Armée de résistance du Seigneur menée par Joseph Kony dure depuis 1986, et le chef rebelle est déjà sous le coup d'un mandat d'arrêt international depuis 2005.
Mais surtout, l'apparition de la campagne « Kony 2012 » coïncide avec la découverte d'un très grand gisement pétrolier en Ouganda en 2009, au lac Albert et avec le soudain interventionnisme américain dans la région : quelques mois après cette découverte, le Congrès des États-Unis vote la Lord's Resistance Army Disarmament and Northern Uganda Recovery Act of 2009 visant à désarmer la rébellion et, en 2011, une centaine de conseillers militaires américains sont envoyés en Ouganda, en République démocratique du Congo, en Centrafrique et au Soudan du Sud afin officiellement d'aider les forces de la région qui luttent contre l'Armée de résistance du Seigneur.
La publication de la vidéo lance une longue polémique sur les blogs, sites de médias et réseaux sociaux. Certains voient dans Kony 2012 une grosse campagne de lobbying, et une forme de slacktivisme. Des sites web apparaissent, entièrement dédiés au sujet, et assimilent de manière claire Kony 2012 à une arnaque.

## Filmographie
- Croisade américaine en Afrique, 2019, documentaire de Jean-Baptiste Renaud[11].